# Eupithecia kuroshio
Eupithecia kuroshio là một loài bướm đêm trong họ Geometridae.